# Mollisia poaeoides
Mollisia poaeoides är en svampart som beskrevs av Rehm 1891. Mollisia poaeoides ingår i släktet Mollisia och familjen Dermateaceae.   Inga underarter finns listade i Catalogue of Life.